# 诺维斯克步枪厂
诺维斯克步枪厂（英语：Noveske Rifleworks，其中“Noveske”在塞尔维亚-克罗地亚语中是“小说”的意思）是一家美国高端轻武器公司，总部位于俄勒冈州格兰茨帕斯，以基于AR-15改进而来的突击步枪和旗下KeyMod皮卡汀尼導軌护木而闻名。

## 概述
诺维斯克步枪厂由约翰·诺维斯克于2001年创办。 
该厂的总部位于俄勒冈州格兰茨帕斯。口号是“全美国最棒的步枪公司”（“the All-American Badass Rifle Company”）。

## 历史
2012年，诺维斯克步枪厂推出了KeyMod导轨护木，这是一种基于皮卡汀尼导轨的全新战术附件搭载平台，在推出后便很快成为行业和军用标准。
2013年，该厂创办人约翰·诺维斯克在一场车祸中去世，其死亡引来了诸多有关这一事件的阴谋论。
诺维斯克去世后，公司进行了重组，在2014年蒂姆·迪尔顿（Tim Dillon）接任总裁兼首席执行官。
2019年，诺维斯克厂是美国陆军选定的十家公司之一。 
2019 年，诺维斯克推出了一款仿照其AR步枪设计的水枪。
2019年，诺维斯克发布了旗下第四代基于AR-15平台改进而来的突击步枪。 
2007年至2020年间，诺维斯克厂共获得了价值近490万美元的美军采购合同。 

## 产品

### 枪械
- Colt 733型步枪增强型克隆套件，这一套件主要致力于还原1995年电影《盜火線》中所使用的相同型号步枪外形[12]
- 诺维斯克N4型突击步枪[10]
- 诺维斯克“太空入侵者”（Space Invader）型9毫米冲锋枪[10]

## 用户
- 海豹六隊：於2020年開始採購诺维斯克N4系列，取代使用多年的HK416系列[11]